# Gare de Chabrières
Pour les articles homonymes, voir Chabrières.
La gare de Chabrières est une gare ferroviaire française de la ligne de Nice à Digne (à voie métrique) située au lieu-dit Chabrières, sur le territoire de la commune d'Entrages, dans le département des Alpes-de-Haute-Provence en région Provence-Alpes-Côte d'Azur.
Mise en service en 1892 par la Compagnie des chemins de fer du Sud de la France avant de devenir une halte des Chemins de fer de Provence jusqu'en 1952. c'est une halte de la Compagnie ferroviaire du Sud de la France (CFSF) desservie par le train des Pignes.

## Situation ferroviaire
Établie à 620 mètres d'altitude, la gare de Chabrières est située au point kilométrique (PK) 131,133 de la ligne de Nice à Digne (voie métrique) entre les gares de Chaudon-Norante et de Saint-Michel-de-Cousson. 

## Histoire
Le tronçon de la ligne des chemins de fer de Provence, allant de Digne à Saint-André-les-Alpes est mis en service à partir du 15 mai 1892. Le tunnel de la Colle est achevé en 1903, et la totalité de la ligne entre Saint-André et Nice est inaugurée du 5 au 7 août 1911 en présence de Victor Augagneur, ministre des Travaux Publics.

## Service des voyageurs

### Accueil
Halte CFSF, c'est un point d'arrêt sans personnel à entrée libre. Elle dispose d'un quai empierré et d'un banc

### Desserte
Chabrières est desservie par des trains CFSF de la relation : Digne-les-Bains - Nice CP, à raison de trois ou quatre aller/retour quotidiens.

### Intermodalité
Le stationnement est possible à proximité.